# Jules-Janssen-Preis

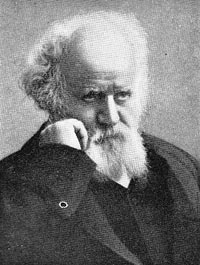
Pierre Jules César Janssen

Der Jules-Janssen-Preis (Prix Jules-Janssen) ist die höchste Auszeichnung der französischen Gesellschaft für Astronomie Société astronomique de France. Erstmals 1897 und dann jährlich verliehen, werden mit dem Jules-Janssen-Preis abwechselnd französische Astronomen und Astronomen anderer Nationalitäten ausgezeichnet.
Der Jules-Janssen-Preis wird unabhängig von der Janssen-Medaille verliehen (erstmals 1886), die von der französischen Akademie der Wissenschaften herausgegeben wird. Beide Auszeichnungen sind nach dem französischen Astronom Pierre Janssen (1824–1907) – auch bekannt als Jules Janssen – benannt.

## Preisträger
- 1897: Camille Flammarion
- 1898: Samuel Pierpont Langley
- 1899: Auguste Charlois
- 1900: Pierre Puiseux
- 1901: Joseph Joachim Landerer, Thomas David Anderson, und Henri Chrétien
- 1902: Sylvie Camille Flammarion
- 1903: Michel Giacobini
- 1904: Percival Lowell
- 1905: Josep Comas Solà
- 1906: Edward Emerson Barnard
- 1907: Milan Rastislav Štefánik
- 1908: Edward Charles Pickering
- 1909: William Henry Pickering
- 1910: Philip Herbert Cowell und Andrew Crommelin
- 1911: Jean Bosler
- 1912: Max Wolf
- 1913: Alphonse Borrelly
- 1914: Annibale Riccò
- 1917: George Ellery Hale
- 1918: Georges Raymond
- 1919: Guillaume Bigourdan
- 1920: Henri-Alexandre Deslandres
- 1921: René Jarry-Desloges
- 1922: Albert A. Michelson
- 1923: Aymar de la Baume Pluvinel
- 1924: George Willis Ritchey
- 1925: Eugène Michel Antoniadi
- 1926: Walter Sydney Adams
- 1927: Gustave-Auguste Ferrié
- 1928: Arthur Stanley Eddington
- 1929: Charles Fabry
- 1930: Robert Esnault-Pelterie
- 1931: Albert Einstein
- 1932: Bernard Lyot
- 1933: Harlow Shapley
- 1934: Willem de Sitter
- 1935: Ernest Esclangon
- 1936: Georges Lemaître
- 1937: Giorgio Abetti
- 1938: Jules Baillaud
- 1939: Albert Arnulf
- 1945: Harold Spencer Jones
- 1946: Charles Maurain, Fernand Baldet
- 1947: Jan Hendrik Oort
- 1948: Lucien Henri d'Azambuja
- 1949: Bertil Lindblad
- 1950: André-Louis Danjon
- 1951: Gerard Peter Kuiper
- 1952: Frederick John Marrian Stratton
- 1953: André Couder
- 1954: Otto von Struve
- 1955: André Lallemand
- 1956: Wiktor Hambardsumjan
- 1957: Daniel Chalonge
- 1958: Pol Swings
- 1959: Charles Fehrenbach
- 1960: Albert Edward Whitford
- 1961: Jean Coulomb
- 1962: Otto Heckmann
- 1963: Jean Dufay
- 1964: Guglielmo Righini
- 1965: Jean-François Denisse
- 1966: Marcel Gilles Jozef Minnaert
- 1967: Jean-Claude Pecker
- 1968: Karl-Otto Kiepenheuer
- 1969: Nicolas Stoyko
- 1970: Martin Schwarzschild
- 1971: Jean Rösch
- 1972: Donald Harry Sadler
- 1973: Évry Schatzman
- 1974: Walter Ernst Fricke
- 1975: Pierre Lacroute
- 1976: Donald Howard Menzel
- 1977: James Lequeux
- 1978: Adriaan Blaauw
- 1979: Jean Kovalevsky
- 1980: Lyman Spitzer
- 1981: Georges Courtès
- 1982: Peter van de Kamp
- 1983: Jacques Lévy und Charles Bertaud
- 1984: Cornelis de Jager
- 1985: Paul Muller
- 1986: Marcel Golay
- 1987: Jean Delhaye
- 1988: Gérard de Vaucouleurs
- 1989: Bernard Guinot
- 1990: Herbert Friedman
- 1991: Pierre Mein
- 1992: Luboš Perek
- 1993: Audouin Dollfus
- 1994: Edith Alice Müller
- 1995: François Roddier
- 1996: Michael Perryman
- 1997: Elizabeth Nesme und Serge Koutchmy
- 1998: Michel Mayor
- 1999: Pierre Léna
- 2000: Reinhard Genzel
- 2001: Roger Cayrel
- 2002: Armand H. Delsemme
- 2003: Jean-Paul Zahn
- 2004: Jayant Narlikar
- 2005: Roger-Maurice Bonnet
- 2006: Owen Gingerich
- 2007: Thérèse Encrenaz und Paul Couteau
- 2008: Jan Stenflo
- 2009: Catherine Cesarsky
- 2010: Carlton Pennypacker
- 2011: Roger Ferlet
- 2012: Jay Pasachoff
- 2013: Suzanne Débarbat
- 2014: Rafael Rebolo López
- 2015: Suzy Collin-Zahn
- 2016: John Leibacher
- 2017: Françoise Combes
- 2018: Alessandro Morbidelli
- 2019: Hubert Reeves
- 2020: Ewine van Dishoeck
- 2021: Jean-Pierre Luminet
- 2022: Jocelyn Bell Burnell
- 2023: Bruno Sicardy
- 2024: Ruth Durrer